# Mathias Enard
Mathias Enard (Niort, 11 de janeiro de 1972) é um escritor francês.

## Obras
- La Perfection du tir, Actes Sud,‎ 2003 ; rééd. Babel, Actes Sud, n°903, 2008 - Prémios dos cinco continentes da francofonia 2004 - Prémio Edmée-de-La-*Rochefoucauld 2004
- Remonter l’Orénoque, Actes Sud,‎ 2005
- Bréviaire des artificiers (ill. Pierre Marquès), Éditions Verticales,‎ 2007
- Zona - no original Zone, Actes Sud,‎ 2008 ; rééd. Babel, Actes Sud, n° 1020, 2010 - Prémio Décembre 2008 - Prémio do Livro Inter 2009 - Prémio Candide 2008 - Bourse Thyde-*Monnier SGDL 2008 - Prémio Cadmous 2008 - Prémio Initiales 20099
- Fala-lhes de batalhas, de reis e de elefantes - no original Parle-leur de batailles, de rois et d'éléphants, Actes Sud,‎ 2010 ; rééd. Babel, Actes Sud, n° 1153, 2013 - Prémio Goncourt des lycéens 201013 - Prémio du livre en Poitou-Charentes & Prémio La Voix des lecteurs 201210
- L'Alcool et la Nostalgie, Éditions Inculte,‎ 2011 (ISBN 978-2-916940-48-9)14 ; rééd. Babel, Actes Sud, n° 1111, 2012
- Rue des voleurs, Actes Sud,‎ 2012 (ISBN 978-2-330-01267-0) - Prémio Roman-News 201315
- Tout sera oublié (ill. Pierre Marquès), Actes Sud,‎ 2013 (ISBN 978-2-330-01808-5)
- Boussole, Arles, France, Actes Sud, 2015, 400 p. (ISBN 978-2-330-05312-3)